# Сюэ Чэнь
Сюэ́ Чэнь (кит. упр. 薛晨, пиньинь Xuē Chén; род. 18 февраля 1989 года) — китайская волейболистка (пляжный волейбол). Чемпионка мира 2013 года, бронзовый призёр Олимпийских игр 2008 года.

## Карьера
В детстве занималась баскетболом, однако вскоре ушла из этого вида спорта. С 10 до 13 лет занималась волейболом в зале, в возрасте 14 лет впервые попробовала свои силы в пляжном волейболе и впоследствии в нём и осталась. С 2000 года занималась волейболом в спортивной школе Фучжоу, начиная с 2002 года начала привлекаться в детские и юношеские сборные Китая по пляжному волейболу. В серии Мирового Тура (Swatch-FIVB World Tour) дебютировала в 2005 году.
В начале 2006 года Сюэ стала самой молодой пляжной волейболисткой, когда-либо выигравшим профессиональный турнир в этом виде спорта, на момент победы в финале турнира China Shanghai Jinshan Open — 28 мая 2006 года ей было 17 лет
Позже в 2006 году Сюэ и Чжан Си завоевали золотую медаль в командном зачете среди женщин на Азиатских играх 2006 года. Пара также завоевала бронзовую медаль в женском пляжном волейболе на летних Олимпийских играх 2008 года.
Пара продолжила успешные выступления в 2010 году, в том числе во второй раз выиграла турнир Большого шлема в Москве. Следом они добились победы в финале Мирового тура FIVB в Финляндии. В 2009 году они выиграли золотую медаль на чемпионате Азии по пляжному волейболу в Хайкоу, Китай, и защитили титул в 2010 году.
Сюэ и Чжан представляли Китай на Олимпийских играх 2012 года в Лондоне где заняли четвёртое место.
В 2013 году на Чемпионате мира в польском городе Старе-Яблонки пара выиграла титул чемпионок мира.

## Играющие партнеры
- Чжан Си 2010 — настоящее время
- Чжан Ин 2008—2009
- Чжан Си 2006—2008
- Янь Ни 2003—2006
- Ся Синьи 2017 — настоящее время
- Ма Юаньюань 2017 — настоящее время